# Euchoeca obliterata
Euchoeca obliterata là một loài bướm đêm trong họ Geometridae.